# План-сметка
План-сметката, или само сметка, е финансов документ, посредством който се осъществява финансово планиране.
Представлява изчисление (финансов план) за очакваните (прогнозни) приходи и разходи на учреждение, стопанско предприятие или отделно начинание (проектиране, строителство, ремонт и т.н.).